# День рождения НОАК
День образования Народно-освободительной армии Китая отмечается в КНР ежегодно 1 августа.

## История
1 августа 1927 года свыше 30 тысяч солдат и офицеров НРА под руководством Чжоу Эньлая, Хэ Луна, Е Тина, Чжу Дэ и Лю Бочэна подняли в Наньчане восстание против правления Чан Кайши и перешли на сторону коммунистической партии Китая.
30 июня 1933 года Центральный комитет КПК по военно-революционным делам постановил ежегодно отмечать 1 августа как день Красной армии Китая. 11 июля это решение было официально утверждено правительством Китайской Советской Республики. Таким образом день 1 августа стал отмечаться как день рождения войск Коммунистической партии Китая, а впоследствии трансформировался в день рождения НОАК.

## Мероприятия
В этот день военкоматы проводят различные мероприятия для военнослужащих. В некоторые годы в этот день устраивались военные парады.